# Jorat

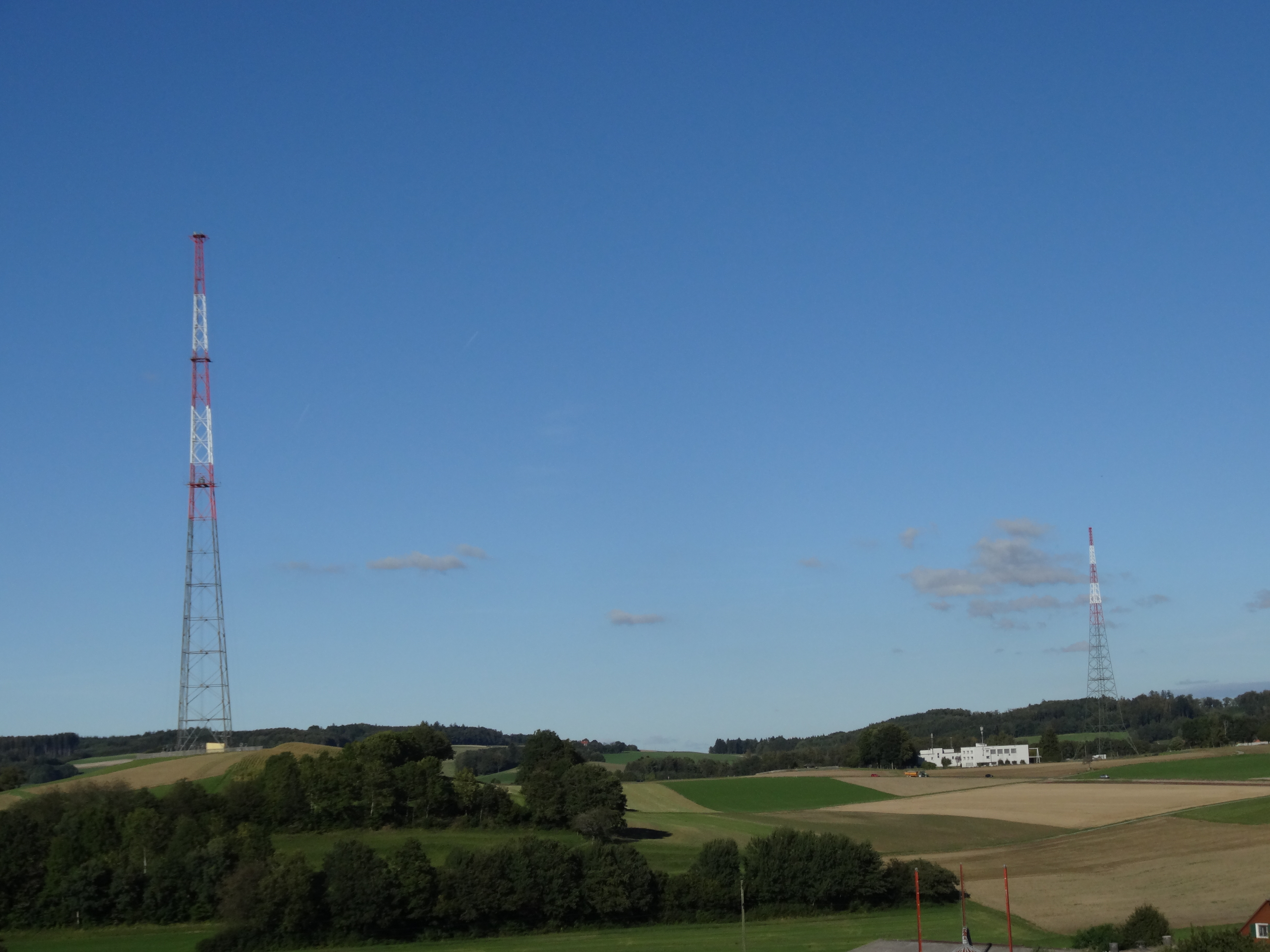
Landessender Sottens auf den Hügeln des Jorat

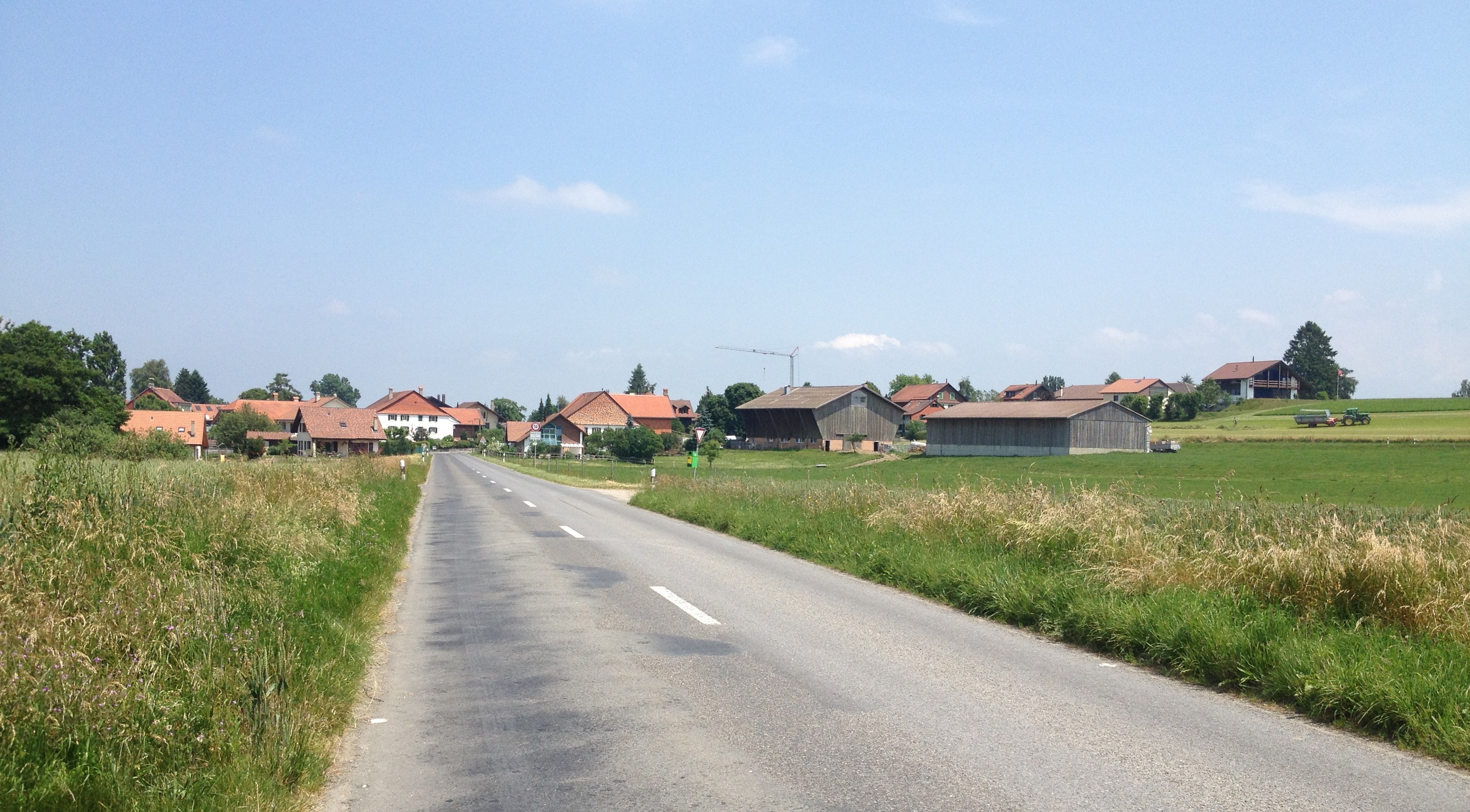
Blick auf Peney-le-Jorat

Der Jorat (früherer deutscher Name: Jurten) ist ein waldreiches Hochland im Kanton Waadt im Westschweizer Mittelland, nordöstlich von Lausanne. Sein Name hat den gleichen Ursprung wie der Jura; das keltische Wort jor bedeutet so viel wie Wald oder Waldland.
Begrenzt wird das Gebiet des Jorat im Süden durch den Genfersee und das Lavaux, im Osten durch die Mulde von Forel und das Broyetal, im Norden durch die Talsysteme der Mentue mit Zuflüssen sowie im Westen durch die Fläche des Gros de Vaud. Gegen Süden fällt das Hochland des Jorat verhältnismässig steil ab, während es sich gegen die anderen Himmelsrichtungen nur allmählich abdacht, und keine klaren geographischen Grenzen ersichtlich sind. Der höchste Punkt dieses Molassehochlandes erreicht 929 m ü. M.
Der Zentralteil des Jorat ist durch einen grossen Wald, den Bois du Jorat, bedeckt. Dieser ist Quellgebiet der Flüsse Talent, Mentue und Bressonne. An den Rändern des Waldlandes wird wegen der Höhenlage hauptsächlich Weidewirtschaft betrieben, Ackerbau hat nur eine geringe Bedeutung. Der Jorat wird von der Hauptstrasse 1 von Lausanne nach Bern im Pass Le Chalet-à-Gobet auf 875 m ü. M. überquert. Von 1902 bis 1963 existierte die Ligne du Jorat, eine Überlandstrassenbahn zwischen Lausanne und Moudon (mit einer Zweigstrecke nach Savigny).